# Oscar Lanford
Oscar Erasmus Lanford III, frequentemente citado como Oscar E. Lanford III, (Nova Iorque, 6 de janeiro de 1940 – 16 de novembro de 2013) foi um matemático estadunidense.
Lanford estudou na Universidade Wesleyan e obteve um doutorado em 1966 na Universidade de Princeton, orientado por Arthur Wightman, com a tese Construction of Quantum Fields Interacting by a Cut-Off Yukawa Coupling. Foi depois a partir de 1966 inicialmente Professor Assistente e depois Professor da Universidade da Califórnia em Berkeley. A partir de 1982 foi professor de física no Institut des Hautes Études Scientifiques (IHES) ao sul de Paris. A partir de 1987 foi professor do Instituto Federal de Tecnologia de Zurique (ETH Zurique). Esteve em 1970 no Instituto de Estudos Avançados de Princeton.
Lanford trabalhou na física matemática inicialmente em teoria axiomática de campos quânticos, depois em física estatística e teoria de sistemas dinâmicos. Em especial utilizou métodos de grupos de renormalização na análise computacional de sistemas dinâmicos, como na prova da hipótese de Feigenbaum no cenário de Feigenbaum.
Em 1976 provou a validade da equação de transporte de Boltzmann para um problema clássico de espalhamento de esferas de gás, porém sua prova vale somente para tempos muito curtos.
Foi palestrante convidado do Congresso Internacional de Matemáticos em Vancouver (1974: Time evolution of infinite classical systems) e Berkeley (1986: Computer assisted proofs in analysis). De 1969 a 1971 foi Sloan Research Fellow. Foi membro da American Mathematical Society.

## Publicações selecionadas
- Lanford, Oscar (1982), «A computer-assisted proof of the Feigenbaum conjectures», Bull.Am.Math.Soc.(New Series), 6 (3): 427–434, doi:10.1090/S0273-0979-1982-15008-X
- Lanford, O.E (1984), «A Shorter Proof of the Existence of the Feigenbaum Fixed Point», Comm. Math. Phys, 96 (4): 521–538, Bibcode:1984CMaPh..96..521L, doi:10.1007/BF01212533
- Lanford, Oscar (1984), «Computer-assisted Proofs in analysis» (PDF), Physica A, 124: 465–470, Bibcode:1984PhyA..124..465L, doi:10.1016/0378-4371(84)90262-0